# 강원종합박물관
강원종합박물관은 대진성주회의 대진교육재단에서 삼척시에 개설한 사립 박물관으로 여러 조형 예술품을 전시한다. 종유석을 이용한 조형물이 유명하다.

1. ↑  https://www.kbmaeil.com/news/articleView.html?idxno=1001365
2. ↑  https://n.news.naver.com/article/002/0002300058?sid=102
3. ↑  https://n.news.naver.com/article/468/0001017104?sid=102
4. ↑  https://www.tournews21.com/news/articleView.html?idxno=1297